# Ad fontes
Ad fontes — латинський вислів, що перекладається «До джерел» і використовувався як девіз ренесансних гуманістів, що закликав повернутися до античних авторів та давніх списків Біблії.
Цей вислів набув особливого поширення під впливом фрази в одній з праць про освіту Еразма Ротердамського De ratione studii (1511) : «Sed in primis ad fontes ipsos properandum, id est graecos et antiquos» (Та насамперед слід повернутися до самих джерел, до джерел грецьких і античних).
Цей вислів був девізом не лише гуманістів, але й протестантів, які не завжди поділяли ідеали гуманізму. Ранні реформатори сильно наголошували, що саме текст Святого Писання, тобто Біблії є основою для християнського віровчення та практики. В той же час ранні реформатори не заперечували роль передання та цитували Отців Церкви у своїх працях. Мартін Лютер спирався у своєму перекладі Біблії на давньоєврейські та давньогрецькі списки. 
До цього вислову зверталися українські неокласики, виступаючи за розвиток в нових умовах класичної форми та вивчення класичної спадщини. Одна з програмних статей Миколи Зерова і називалася «До джерел».